# Adisu M'asala
Adisu M'asala (hebrejsky: אדיסו מאסלה) je izraelský politik a bývalý poslanec Knesetu za Stranu práce a stranu Am echad.

## Biografie
Narodil se 16. června 1961 ve městě Gondar v Etiopii. V roce 1980 přesídlil do Izraele. Sloužil v izraelské armádě jako rezervista. Absolvoval studium sociální práce a mechanického strojírenství na Bar-Ilanově univerzitě. Pracoval jako sociální pracovník. Hovoří hebrejsky, anglicky, amharsky a tigrejsky. Patří do komunity etiopských Židů (takzvaní Falašové).

## Politická dráha
Angažoval se v organizacích na podporu židovské imigrace z Etiopie, byl předsedou Izraelské asociace etiopských přistěhovalců a dalších organizací zaměřených na tuto komunitu. Publikoval v denním tisku, zejména v deníku Ma'ariv.
V izraelském parlamentu zasedl po volbách v roce 1996, v nichž kandidoval za Stranu práce. Byl členem výboru House Committee, výboru pro imigraci a absorpci a výboru práce a sociálních věcí. V průběhu volebního období odešel z mateřské strany do nové formace Am Echad.
Ve volbách v roce 1999 mandát neobhájil.